# ダバオ・アギラスFC
ダバオ・アギラスFC（英: Davao Aguilas Football Club）は、フィリピン・北ダバオ州タグムをホームタウンとするサッカークラブ。

## 歴史
ウェスタン・シドニー・ワンダラーズFCの共同オーナーの一人でもあるジェファーソン・チェンによって設立された。2017年のフィリピン・フットボールリーグ (PFL) 創設に合わせて唯一ミンダナオ島をホームとするクラブのプロジェクトが立ち上げられ、3月26日にクラブの設立セレモニーが催された。
クラブはシモーネ・ロータ、ジェイソン・デ・ヨング、マシュー・ハートマン、ニック・オドネル、そしてフィルとジェームズのヤングハズバンド兄弟といった選手を獲得し、6月にはサン・ミゲル・コーポレーションとスポンサー契約を締結した。2017年はリーグ7位に終わった。
2018年はフィリピン代表選手や外国人選手をさらに獲得し、ファーストフードチェーンのTapa Kingやセブパシフィック航空もスポンサーに加わった。この年はリーグ3位となった。シーズン終了後の9月16日に日本の湘南ベルマーレとパートナーシップを締結した。
しかし、同年暮れにPFLに代わる新リーグの構想が浮上。PFLの将来が不透明になったことを受けて、ダバオ・アギラスは12月15日にクラブの活動停止を発表した。チェンは引き続きフィリピンサッカー界には関わるが、今後はダバオにおけるインフラ整備や育成プログラムに注力する意向を表明している。
2024年にリーグに復帰。